# リュジノヴォ
座標: 北緯53度52分 東経34度27分 / 北緯53.867度 東経34.450度

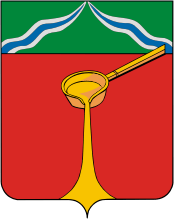
リュジノヴォ市の紋章

リュジノヴォ（リュジーノヴォ、ロシア語: Людиново, Lyudinovo）は、ロシアのカルーガ州にある都市。3万5874人（2021年）。州都カルーガから南西へ188km、ブリャンスクからは北へ65km。ネポロチ川をせき止めたダム湖のほとりにある。ネポロチ川はすぐ下流でドニエプル川の支流ボルヴァ川に合流している。リュジノヴォは州の直轄市であると同時にリュジノヴォ地区の行政中心地でもある。

## 歴史

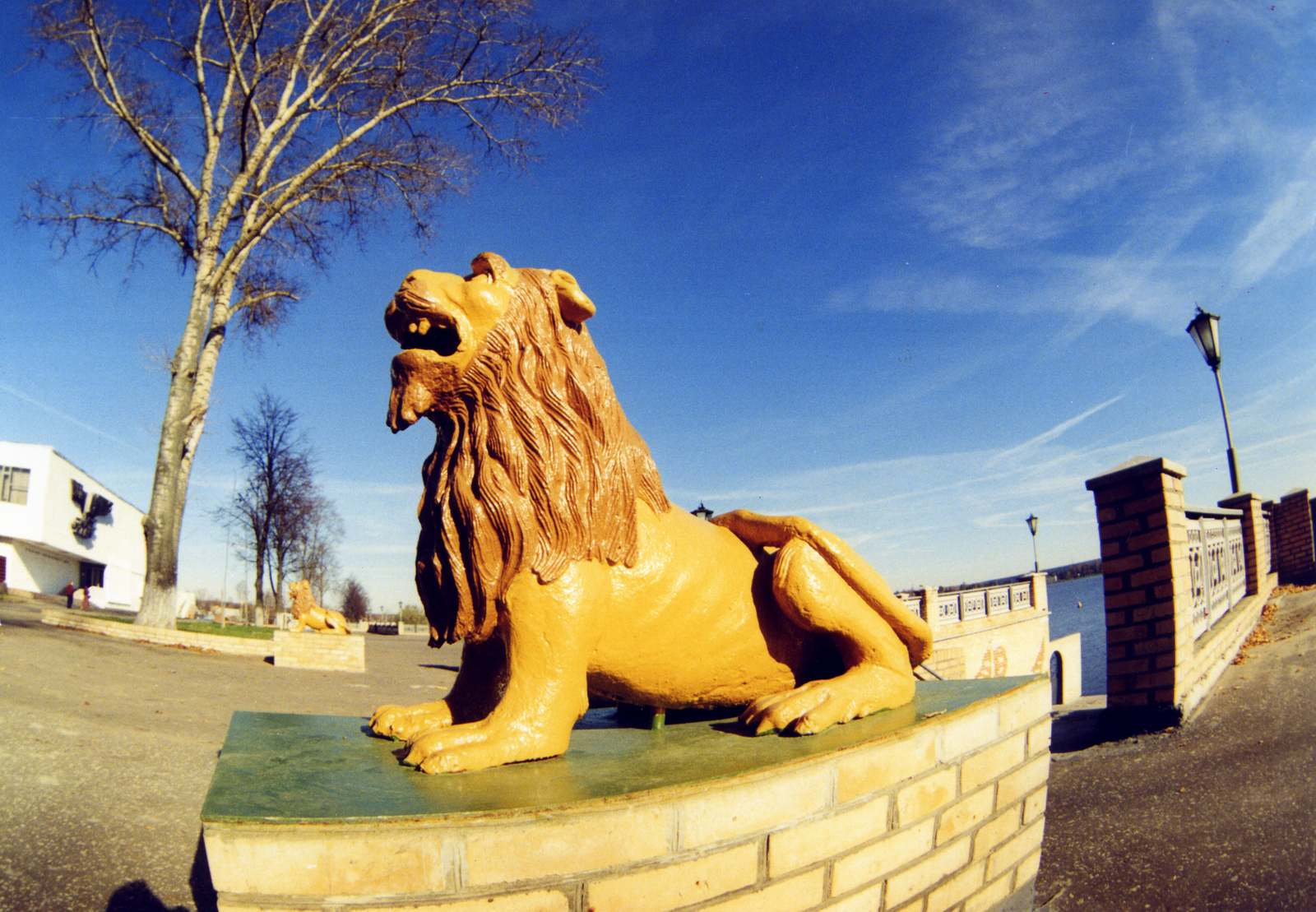
リュジノヴォの川沿いにある獅子像

リュジノヴォの村は1626年の記録に初出する。
18世紀初頭、ウラル地方に多くの金属工場や町を建てた産業家のデミドフ家が、この地での金属工場の操業を意図してネポロチ川にダムを建設し、1738年に製鉄所を開業させた。1745年には工場が増設されている。
1820年には産業家のマルゾフ家が工場を買収した。1841年には鉄道レールの製造を開始し、クリミア戦争後の1857年から1858年には黒海艦隊のための小型船舶を製造した。1879年には貨物列車用機関車も製造した。
1938年に市の地位を得たリュジノヴォは、翌年には近郊の労働者地区スクレムリを併合している。
第二次世界大戦の独ソ戦中の1941年10月4日、リュジノヴォはドイツ国防軍に占領された。1942年1月9日、赤軍西部戦線はルジェフ＝ヴャジマ作戦の過程で一時的にリュジノヴォを奪還しているが再度ドイツ軍に占領された。1943年9月9日、赤軍ブリャンスク戦線がリュジノヴォを最終的に解放した。
戦後人口は増え、1959年の人口26,400人は1989年には43,696人になっている。

## 文化

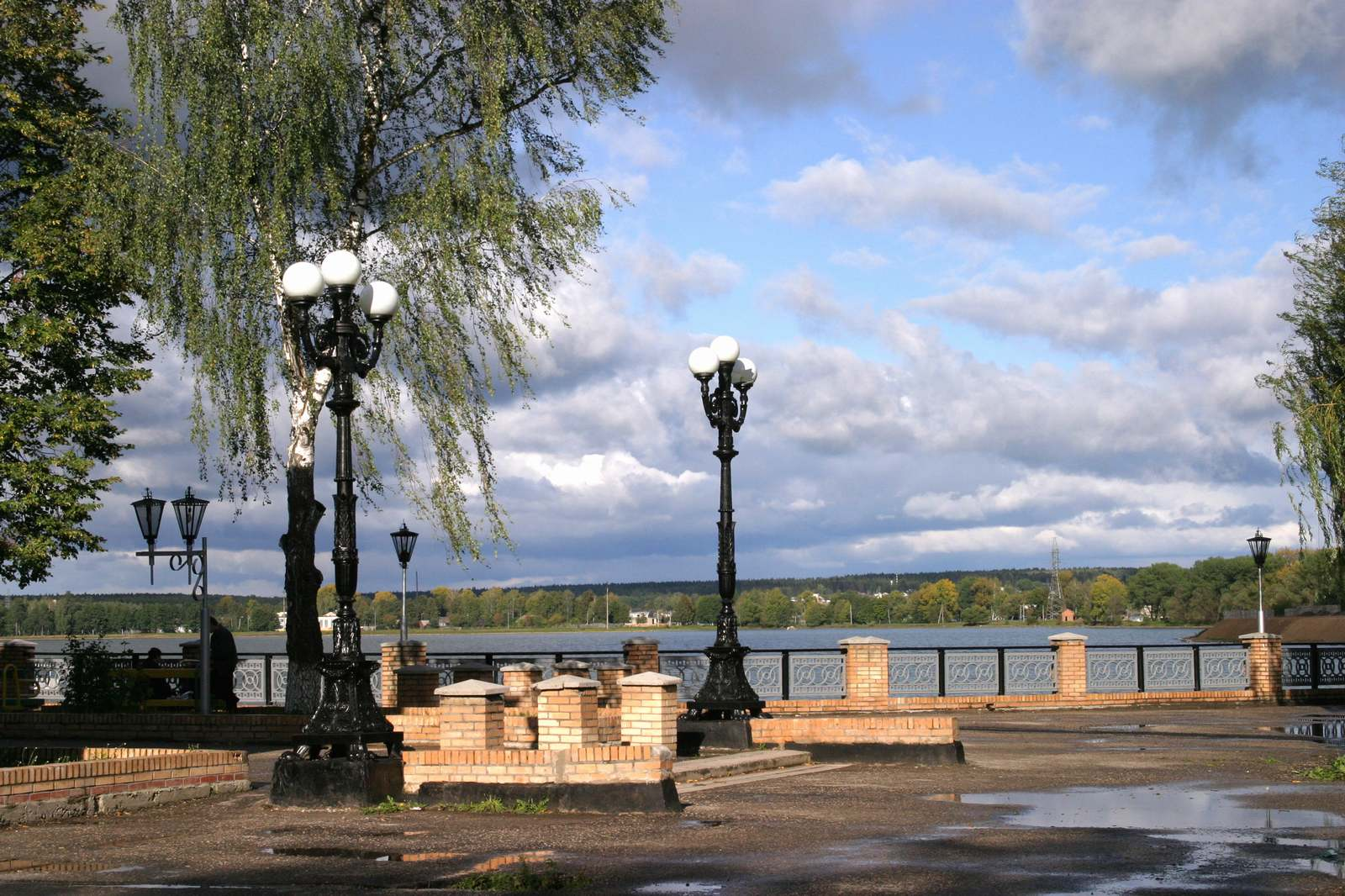
リュジノヴォの川沿いの遊歩道

市内には19世紀以降の聖堂が多く残る。19世紀末に建てられた聖ラドネジのセルギイ聖堂（церковь Сергия Радонежского）、1836年に建てられた至聖三者聖堂（Троицкая церковь）の鐘楼、19世紀半ばの聖パラスケバ聖堂（церковь Параскевы Пятницы）が代表的なものである。

## 産業と交通
市の最大の工場は1930年代に建てられたディーゼル機関車工場である。この工場の前身は蒸気機関車工場で、さらに遡るとデミドフ家が建てた古い製鉄所にゆきつく。
その他には機械工業、繊維、家具、食品、プラスチック製品などの工場が集まる産業都市である。
1934年に開業したヴャジマ-ブリャンスク間の鉄道が通るが、19世紀にはすでにナローゲージの鉄道が走っていた。
リュジノヴォには、ブリャンスク-ジャチコヴォ-リュジノヴォ-キーロフを結ぶ地方道R68が通り、リュジノヴォで分岐してジズドラでM3幹線道路に合流する連絡道路が出ている。